# UCI Women’s WorldTour 2021
Die UCI Women’s WorldTour 2021 ist die sechste Austragung der vom Weltradsportverband UCI organisierten Rennserie Women’s WorldTour.
Gesamtsiegerin wurde Annemiek van Vleuten Movistar vor Demi Vollering, deren Team SD Worx die Mannschaftswertung gewann. Dritte wurde Lorena Wiebes (DSM). Die Nachwuchswertung gewann Niamh Fisher-Black (SD Worx).
Neu im Kalender der WorldTour aufgenommen wurden mit der Itzulia Women und der Vuelta a Burgos Feminas zwei spanische Etappenrennen. Wieder in den Kalender aufgenommen wurde der 2020 in der ProSeries ausgetragene Prudential RideLondon Classique und die aufgrund der COVID-19-Pandemie ausgefallene Erstaustragung der Frauenversion von Paris–Roubaix, Paris–Roubaix Femmes. Beginnen sollte die Serie mit dem Cadel Evans Great Ocean Road Race, welches jedoch noch vor Saisonbeginn aufgrund der COVID-19-Pandemie abgesagt wurde. Nachdem im Jahr 2020 entgegen den Auflagen der Union Cycliste Internationale keine Fernsehübertragung des Giro d’Italia Femminile erfolgt war, wurde diese Veranstaltung in die ProSeries herabgestuft. Pandemiebedingt wurde der Kalender im März angepasst, u. a. Itzulia Women unter dem Namen Donostia San Sebastian Klasikoa als Eintagesrennen auf den 31. Juli verlegt. Am 1. April 2021 wurde bekanntgegeben, dass  Paris-Roubaix Femmes pandemiebedingt auf den 2. Oktober verschoben werde. Infolge der Verschiebung von Kommunalwahlen wurde Mitte April 2021 La Course by Le Tour de France um einen Tag auf den 26. Juni vorverlegt und wurde auf einer anderen Strecke ausgetragen, während die zeitgleich in derselben Region stattfindende 2. Etappe der Tour de France 2021 unverändert blieb. Die Wettbewerbe der Open de Suède Vårgårda wurden aufgrund finanzieller Probleme abgesagt. Es folgten weitere pandemiebedingte Absagen.

## Reglement
An den Wettbewerben der Women’s WorldTour 2021 können neben den UCI Women’s WorldTeams die UCI Women’s Continental Teams teilnehmen.
Punkte für die Einzel- und Mannschaftswertung können in allen Wettbewerben der Serie entsprechend der Punkteskala der
UCI-Weltrangliste erzielt werden. Die besten Nachwuchsfahrerinnen erhalten für die U23-Wertung 6, 4 und 2 Punkte.

## Rennen
| Datum           | Rennen                          | Siegerin/nen                | Führende Fahrerin           | Führende U23-Fahrerin        | Führendes Team |
| --------------- | ------------------------------- | --------------------------- | --------------------------- | ---------------------------- | -------------- |
| 6. März         | Strade Bianche                  | Chantal van den Broek-Blaak | Chantal van den Broek-Blaak | Évita Muzic                  | Team SD Worx   |
| 21. März        | Trofeo Alfredo Binda            | Elisa Longo Borghini        | Elisa Longo Borghini        | Sarah Gigante                | Team SD Worx   |
| 25. März        | Classic Brugge-De Panne         | Grace Brown                 | Elisa Longo Borghini        | Emma Norsgaard Jørgensen     | Team SD Worx   |
| 28. März        | Gent–Wevelgem                   | Marianne Vos                | Marianne Vos                | Emma Norsgaard Jørgensen     | Team SD Worx   |
| 4. April        | Flandern-Rundfahrt              | Annemiek van Vleuten        | Elisa Longo Borghini        | Emma Norsgaard Jørgensen     | Team SD Worx   |
| 18. April       | Amstel Gold Race                | Marianne Vos                | Marianne Vos                | Emma Norsgaard Jørgensen     | Team SD Worx   |
| 21. April       | La Flèche Wallonne              | Anna van der Breggen        | Marianne Vos                | Marija Jurjewna Nowolodskaja | Team SD Worx   |
| 25. April       | Liège–Bastogne–Liège            | Demi Vollering              | Elisa Longo Borghini        | Marija Jurjewna Nowolodskaja | Team SD Worx   |
| 20.–23. Mai     | Vuelta a Burgos                 | Anna van der Breggen        | Annemiek van Vleuten        | Marija Jurjewna Nowolodskaja | Team SD Worx   |
| 30. Mai         | RideLondon Classic              | abgesagt                    | Annemiek van Vleuten        | Marija Jurjewna Nowolodskaja | Team SD Worx   |
| 26. Juni        | La Course by Le Tour de France  | Demi Vollering              | Demi Vollering              | Niamh Fisher-Black           | Team SD Worx   |
| 31. Juli        | Donostia San Sebastian Klasikoa | Annemiek van Vleuten        | Annemiek van Vleuten        | Évita Muzic                  | Team SD Worx   |
| 7. August       | Open de Suède Vårgårda – TTT    | abgesagt                    | Annemiek van Vleuten        | Évita Muzic                  | Team SD Worx   |
| 8. August       | Open de Suède Vårgårda          | abgesagt                    | Annemiek van Vleuten        | Évita Muzic                  | Team SD Worx   |
| 12.–15. August  | Ladies Tour of Norway           | Annemiek van Vleuten        | Annemiek van Vleuten        | Niamh Fisher-Black           | Team SD Worx   |
| 24.–29. August  | Simac Ladies Tour               | Chantal van den Broek-Blaak | Annemiek van Vleuten        | Niamh Fisher-Black           | Team SD Worx   |
| 30. August      | Grand Prix de Plouay-Bretagne   | Elisa Longo Borghini        | Annemiek van Vleuten        | Niamh Fisher-Black           | Team SD Worx   |
| 2.–5. September | Madrid Challenge by La Vuelta   | Annemiek van Vleuten        | Annemiek van Vleuten        | Niamh Fisher-Black           | Team SD Worx   |
| 2. Oktober      | ParisRoubaix                    | Elizabeth Deignan           | Annemiek van Vleuten        | Niamh Fisher-Black           | Team SD Worx   |
| 4.–9. Oktober   | The Women’s Tour                | Demi Vollering              | Annemiek van Vleuten        | Niamh Fisher-Black           | Team SD Worx   |
| 14.–16. Oktober | Tour of Chongming Island        | abgesagt                    | Annemiek van Vleuten        | Niamh Fisher-Black           | Team SD Worx   |
| 19. Oktober     | Tour of Guangxi                 | abgesagt                    | Annemiek van Vleuten        | Niamh Fisher-Black           | Team SD Worx   |
| 23. Oktober     | Ronde van Drenthe               | Lorena Wiebes               | Annemiek van Vleuten        | Niamh Fisher-Black           | Team SD Worx   |

## Wertungen
Gesamtwertung
| Punktewertung | Punktewertung               | Punktewertung | Punktewertung                      | Punktewertung |
| Fahrerin      | Fahrerin                    | Land          | Team                               | Punkte        |
| ------------- | --------------------------- | ------------- | ---------------------------------- | ------------- |
| 1.            | Annemiek van Vleuten        | Niederlande   | Movistar Team                      | 3177 P.       |
| 2.            | Demi Vollering              | Niederlande   | SD Worx                            | 2563 P.       |
| 3.            | Elisa Longo Borghini        | Italien       | Trek-Segafredo                     | 2509 P.       |
| 4.            | Marianne Vos                | Niederlande   | Jumbo-Visma Women Team             | 2477 P.       |
| 5.            | Cecilie Uttrup Ludwig       | Dänemark      | FDJ-Nouvelle Aquitaine-Futuroscope | 1692 P.       |
| 6.            | Anna van der Breggen        | Niederlande   | SD Worx                            | 1640 P.       |
| 7.            | Katarzyna Niewiadoma        | Polen         | Canyon-SRAM Racing                 | 1463 P.       |
| 8.            | Marlen Reusser              | Schweiz       | Alé BTC Ljubljana                  | 1275 P.       |
| 9.            | Chantal van den Broek-Blaak | Niederlande   | SD Worx                            | 1091 P.       |
| 10.           | Grace Brown                 | Australien    | Team BikeExchange                  | 1066 P.       |

Nachwuchswertung
| Nachwuchswertung | Nachwuchswertung    | Nachwuchswertung       | Nachwuchswertung                   | Nachwuchswertung |
| Fahrerin         | Fahrerin            | Land                   | Team                               | Punkte           |
| ---------------- | ------------------- | ---------------------- | ---------------------------------- | ---------------- |
| 1.               | Niamh Fisher-Black  | Neuseeland             | SD Worx                            | 34 P.            |
| 2.               | Évita Muzic         | Frankreich             | FDJ-Nouvelle Aquitaine-Futuroscope | 32 P.            |
| 3.               | Marija Nowolodskaja | Russland               | A.R. Monex Women's                 | 22 P.            |
| 4.               | Pfeiffer Georgi     | Vereinigtes Königreich | Team DSM                           | 12 P.            |
| 5.               | Lorena Wiebes       | Niederlande            | Team DSM                           | 10 P.            |
| 6.               | Anna Shackley       | Vereinigtes Königreich | SD Worx                            | 10 P.            |
| 7.               | Franziska Koch      | Deutschland            | Team DSM                           | 8 P.             |
| 8.               | Clara Copponi       | Frankreich             | FDJ-Nouvelle Aquitaine-Futuroscope | 6 P.             |
| 9.               | Kata Blanka Vas     | Ungarn                 | Doltcini-Van Eyck-Proximus         | 6 P.             |
| 10.              | Sarah Gigante       | Australien             | Tibco-Silicon Valley Bank          | 6 P.             |

Teamwertung
| Mannschaftswertung | Mannschaftswertung                 | Mannschaftswertung | Mannschaftswertung |
| Team               | Team                               | Land               | Punkte             |
| ------------------ | ---------------------------------- | ------------------ | ------------------ |
| 1.                 | SD Worx                            | Niederlande        | 8572 P.            |
| 2.                 | Trek-Segafredo                     | Vereinigte Staaten | 5263 P.            |
| 3.                 | Movistar Team                      | Spanien            | 5043 P.            |
| 4.                 | FDJ-Nouvelle Aquitaine-Futuroscope | Frankreich         | 3957 P.            |
| 5.                 | Team DSM                           | Deutschland        | 3684 P.            |
| 6.                 | Canyon-SRAM Racing                 | Deutschland        | 3388 P.            |
| 7.                 | Alé BTC Ljubljana                  | Italien            | 3364 P.            |
| 8.                 | Jumbo-Visma                        | Niederlande        | 3319 P.            |
| 9.                 | Liv Racing                         | Niederlande        | 3226 P.            |
| 10.                | Team BikeExchange                  | Australien         | 2267 P.            |